# Oswaldo (serie animata)
Oswaldo è una serie animata brasiliana coprodotta da Birdo Studio e Symbiosys Entertainment. La serie è stata creata da Pedro Eboli ed è stata trasmessa in prima visione su Cartoon Network in Brasile l'11 ottobre 2017 e su TV Cultura il 29 ottobre 2017.
La compagnia Birdo Studio è anche responsabile della gestione dei corti animati con protagonisti Vinicius e Tom trasmessi sullo stesso canale durante le Olimpiadi di Rio 2016, anch'essi basati sulle mascotte ufficiali delle Olimpiadi. Lo spettacolo è stato anche la prima coproduzione in animazione tra uno studio brasiliano (Birdo) e uno indiano (Symbiosys Entertainment).
Lo show è stato finalista per un progetto di pitching in Brasile, nel 2014, con "Cartoon.Job" che è stato il vincitore assoluto, ma alla fine è stato scelto per una serie completa.
Il 23 settembre 2017 la serie è stata distribuita da Kid Glove.
In Italia la serie animata di Oswaldo è in onda dal 2019 su Cartoon Network e su Boing.

## Trama
La serie segue le disavventure di un pinguino dodicenne di nome Oswaldo che è un pinguino amabile ma incompreso, che intraprende avventure con i suoi amici, Tobias e Léia. Insieme lo aiutano ad affrontare la sua più grande sfida: uscire dalla sua confortevole casa refrigerata e occuparsi della scuola media nell'ambiente caldo di Rio de Janeiro.

## Episodi

### Prima stagione
| n° | Titolo originale      | Titolo italiano            | Prima TV Brasile |
| -- | --------------------- | -------------------------- | ---------------- |
| 1  | Ação e games          | Un videogioco pericoloso   | 11 ottobre 2017  |
| 2  | Morte de Principiante | La battaglia laser         | 16 ottobre 2017  |
| 3  | Oswiral               | Famoso sulla rete          | 23 ottobre 2017  |
| 4  | A Última Figurinha    | La figurina 4D             | 30 ottobre 2017  |
| 5  | O Melhor Melhor Amigo | Il gioco del gioco a premi | 6 novembre 2017  |
| 6  | O Método Oswaldo      | Il metodo Oswaldo          | 13 novembre 2017 |
| 7  | Picolé de PF          | Il ghiacciolo              | 20 novembre 2017 |
| 8  | Sobre Meninos e Bobos | La classe più bella        | 27 novembre 2017 |
| 9  | Amigo Oculto          | L'amico invisibile         | 4 dicembre 2017  |
| 10 | A Feira de Sci-FI     | L'ipno-fagiolo             | 11 dicembre 2017 |
| 11 | Oswaldobias           | Oswaldobias                | 18 dicembre 2017 |
| 12 | O Livro-Jogo          | Un compleanno speciale     | 25 dicembre 2017 |
| 13 | Me Pago Lá Fora       | La scuola folle di Oswaldo | 1º gennaio 2018  |

### Seconda stagione
| n° | Titolo originale                     | Titolo italiano                 | Prima TV Brasile | Prima TV Italia |
| -- | ------------------------------------ | ------------------------------- | ---------------- | --------------- |
| 1  | Contatos Imediatos de Checheiro Grau | Alla ricerca del Pianeta Checho | 3 giugno 2019    | 7 marzo 2020    |
| 2  | Diários de Bicicleta                 | I diari della bicicletta        | 10 giugno 2019   | 7 marzo 2020    |
| 3  | Clube do Café da Manhã               | Il gruppo dei colpevoli         | 17 giugno 2019   | 8 marzo 2020    |
| 4  | Sinédoque Oswaldo                    | Lo spettacolo teatrale          | 24 giugno 2019   | 8 marzo 2020    |
| 5  | Stego & Sauro - Dois Tiras de Quinta | Stego & Sauro                   | 1º luglio 2019   | 14 marzo 2020   |
| 6  | No Hay Banda                         | Rock 'n Roll                    | 8 luglio 2019    | 14 marzo 2020   |
| 7  | Oswaldinho da Publiça                | La Festa del Papà               | 15 luglio 2019   | 15 marzo 2020   |
| 8  | Oswaldo is the New Black             | La fuga                         | 22 luglio 2019   | 15 marzo 2020   |
| 9  | Oswaldonet                           | Oswaldonet                      | 29 luglio 2019   |                 |
| 10 | Largados e Parados                   | Bloccati nel traffico           | 5 agosto 2019    |                 |
| 11 | Por um Fio                           | La mega parrucca                | 12 agosto 2019   |                 |
| 12 | Trabalhópolis                        | Oswaldo il gran pigrone         | 19 agosto 2019   |                 |
| 13 | Georigins: Geovan Begins             | Le origini di Jermaine          | 26 agosto 2019   | 4 aprile 2020   |

### Terza stagione
| n° | Titolo originale                | Titolo italiano               | Prima TV Brasile | Prima TV Italia |
| -- | ------------------------------- | ----------------------------- | ---------------- | --------------- |
| 1  | Rocamboles Vorazes              | Missione: troppa fame         | 6 gennaio 2020   | 4 aprile 2020   |
| 2  | Ele Não Está Tão Au-Fim de Você | Bau non fa per lui            | 6 gennaio 2020   | 5 aprile 2020   |
| 3  | O Mágico de Ozwaldo             | Il mago di Oz... Waldo        | 6 gennaio 2020   | 5 aprile 2020   |
| 4  | Minas Para Sempre               | Il club segreto               | 13 gennaio 2020  | 18 aprile 2020  |
| 5  | Chez Joubert                    | Riprendiamoci le nostre cose! | 20 gennaio 2020  | 18 aprile 2020  |
| 6  | A Forma da Lagoa                | Acchiappiamo il mostro        | 27 gennaio 2020  | 19 aprile 2020  |
| 7  | Eleições                        | Il capoclasse                 | 3 febbraio 2020  | 19 aprile 2020  |
| 8  | Meu Amigo Janjão                | Il valore dell'amicizia       | 10 febbraio 2020 |                 |
| 9  | Essa Parada É Muito Louca       | Una sosta da ricordare        | 17 febbraio 2020 | 26 aprile 2020  |
| 10 | Oswaldo de 5 às 5:15            | Videogiochi a noleggio        | 24 febbraio 2020 | 2 maggio 2020   |
| 11 | O Segredo do Seu Ramiro         | Il segreto del signor Ramirez | 4 marzo 2020     | 3 maggio 2020   |
| 12 | Final Fila                      | Il nuovo videogioco           | 11 marzo 2020    | 20 luglio 2020  |
| 13 | Usuário SM_1942                 | Oswaldo Show                  | 18 marzo 2020    |                 |

## Doppiaggio
| Personaggio       | Doppiatore originale                             | Doppiatore italiano |
| ----------------- | ------------------------------------------------ | ------------------- |
| Oswaldo           | Joel Vieira                                      | Massimo Corizza     |
| Léia              | (Melissa Garcia                                  | Eva Padoan          |
| Tobias            | Vini Wolf (stagioni 1) Ítalo Luiz (stagione 2-3) | Riccardo Suarez     |
| Sgra. Feramina    | Mabel Cezar                                      |                     |
| Paulito           | Nestor Chiesse                                   |                     |
| Alberto           | Vagner Fagundes                                  |                     |
| Fernando Medeiros | Alfredo Rollo                                    |                     |
| Geovan            | Vagner Fagundes                                  |                     |
| Vivian            | Ludmilla                                         |                     |
| Jeanette/Sandra   | Tatiane de Marca                                 |                     |
| Dimitri           | Vini Wolf (stagioni 1) Ítalo Luiz (stagione 2-3) |                     |
| Wanderson         | Nestor Chiesse                                   |                     |
| Ryan              | Vagner Fagundes                                  |                     |
| Teco              | Joel Vieira                                      |                     |
| Joubert           | Hugo Picchi                                      | Fabio Gervasi       |